# 德语国家和地区列表
全球以德語為母語的人的大致分佈
这是一个以德语为官方语言的国家和地区的列表。

## 概述
全世界有1.05億人是德語母語人士。此外，另外還有8000萬不在德語國家的人使用德語作為第二語言，大約16％的歐盟人口說德語。
全世界现共有6个独立的主权国家和意大利的波尔扎诺自治省以德语作为官方语言，这些国家和地区除了德语的发源地德国，绝大多数曾经是神圣罗马帝国的选帝侯，是德意志邦联的一部分。德语也是欧盟等欧洲一体化组织的重要官方语言。
在歐洲以外，德國移民也帶將德語帶至美國，智利，巴西，墨西哥，澳大利亞，巴拉圭，烏拉圭和委內瑞拉等地。

以德语為主要官方語言的国家與地区在世界地图上的位置（黃色區域表示德語為官方或主要語言；橘色之德語為共同官方語言，但非多數人口的第一語言；紫色表示德語為官方認可之少數民族語言；青色則代表該地區超過 50,000 人使用，但無法律承認德語為法定的國家或文化語言。）

德语為官方語言的国家與地区在世界地图上的位置（以绿色标出）

德语在欧洲的法律地位
德语区（German Sprachraum）：德語是（共同）官方語言和大多數人口的第一語言
德語是共同官方語言，但不是大多數人口的第一語言
德語是共同官方語言，但不是大多數人口的第一語言德語或德語方言是法律認可的少數民族語言（地理分佈太分散或地圖比例太小）
德語或德語方言由相當多的少數人使用，但沒有法律承認

## 按人口排列

### 主权国家
| 排名 | 国家（德语简称） | 国号全称（德语）     | 人口       |
| ---- | ---------------- | -------------------- | ---------- |
| 1    | 德国（）         | 德意志联邦共和国（Bundesrepublik Deutschland） | 82,521,653 |
| 2    | 奥地利（Österreich）       | 奥地利共和国（Republik Österreich）     | 8,662,588  |
| 3    | 列支敦士登（Liechtenstein）   | 列支敦士登公国（Fürstentum Liechtenstein）   | 37,340     |
| 4    | 瑞士（）         | 瑞士联邦（Schweizerische Eidgenossenschaft）         | 8,341,000  |
| 5    | 卢森堡（Luxemburg）       | 卢森堡大公国（Groussherzogtum Lëtzebuerg）     | 524,853    |
| 6    | 比利时（Belgien）       | 比利时王国（Königreich Belgien）       | 11,250,585 |

### 其他地区
| 排名 | 地区（德语简称）   | 地区全称（德语）           | 人口       |
| ---- | ------------------ | -------------------------- | ---------- |
| 1    | 布辛根（Büsingen am Hochrhein）         | 德國莱茵河北岸的布辛根（Büsingen am Hochrhein） | 1,445      |
| 2    | 波尔扎诺自治省（Autonome Provinz Bozen） | 意大利波尔扎诺自治省（Autonome Provinz Bozen）   | 511,750    |
| 3    | 洛林（）           | 法國洛林（Lothringen）               | 2,356,600  |
| 4    | 阿尔萨斯（Elsass）       | 法國阿尔萨斯（Elsass）           | 1,815,493  |
| 5    | 圣埃斯皮里图州（Espírito Santo） | 巴西圣埃斯皮里图（Espírito Santo）       | 3,464,285  |
| 6    | 圣卡塔琳娜州（Santa Catarina）   | 巴西圣卡塔琳娜（Santa Catarina）         | 5,958,266  |
| 7    | 南里奥格兰德州（Rio Grande do Sul） | 巴西南里奥格兰德（Rio Grande do Sul）       | 10,963,216 |

註：卢森堡语（主要使用人口在荷兰的卢森堡省及卢森堡大公国）和德语十分相近，部份语言学家视其为德语的方言，但仍有爭议。
- 德国
- 奥地利
- 列支敦斯登
- 瑞士
- 盧森堡
- 比利时

- 德国
- 奥地利
- 列支敦斯登
- 瑞士
- 盧森堡
- 比利时

## 使用德語國家和地區的旗幟列表
| 国旗 | 采用时间 | 用途                 | 备注说明   | 地图 |
| ---- | -------- | -------------------- | ---------- | ---- |
|      | 1949年   | 德意志联邦共和国国旗 | 德国       |      |
|      | 1230年   | 奥地利共和国国旗     | 奥地利     |      |
|      | 1982年   | 列支敦士登公国国旗   | 列支敦斯登 |      |
|      | 1889年   | 瑞士联邦国旗         | 瑞士       |      |
|      | 1972年   | 卢森堡大公国国旗     | 盧森堡     |      |
|      | 1831年   | 比利时王国国旗       | 比利时     |      |